# 南口前镇
南口前镇，是中华人民共和国辽宁省抚顺市清原满族自治县下辖的一个乡镇级行政单位。

## 行政区划
南口前镇下辖以下地区：
莱河社区、南口前社区、海阳村、康家堡村、高力屯村、什排地村、南口前村、北口前村、王家堡村、十八道岭村、向阳村、暖泉子村、张家堡村、南三家村和白草甸村。